# 高平市
高平市是中华人民共和国山西省的一个县级市，由晋城市代管。市人民政府驻长平西街46号。
高平是长平之战的发生地，永录镇至今保留有坑杀赵卒的尸骨坑。

## 历史
高平春秋时称泫氏，属晋国，战国时称长平，初属韩国，后属赵国。秦国与赵国曾于此大规模野战，以秦军战胜，赵军投降后被坑杀四十万人告终，史称“长平之战”。秦隶高都县，属上党郡。汉朝置泫氏县，仍属上党郡。东晋属建兴郡，北魏置长平郡，领高平、泫氏二县，属建州。北齐省泫氏入高平，属建州高都郡。后周改高平郡，属建州。隋朝开皇十六年分高平置陵川县, 属泽州。唐武德元年于高平置盖州，贞观初废盖州，复属泽州。之后一直称高平县，五代、宋、金仍旧，元高平隶泽州司侯司，明清隶泽州直隶州和泽州府。1993年5月，撤销高平县，设立高平市，由晋城市代管。

## 地理
高平市位于山西省东南部，泽州盆地北端，太行山西南边缘，地理坐标为北纬35°40″~36°0″，东经112°40″~113°10″。
东临陵川县，西临沁水县，南临晋城市的泽州县。
高平市东、北、西三面环山，向南倾斜，海拔高度800~1391米之间，山区面积占39.6%，丘陵占36.2%，平川占24.2%。
主要河流有丹河、许河等。
高平市属大陆性暖温带季风气候。

## 行政区划
高平市辖3个街道、9个镇、4个乡。
- 街道：北城街街道、东城街街道、南城街街道
- 镇：米山镇、三甲镇、神农镇、陈塸镇、北诗镇、河西镇、马村镇、野川镇、寺庄镇
- 乡：建宁乡、石末乡、原村乡

## 交通
- 铁路：太焦铁路高平站、郑太高速铁路高平东站
- 公路： 二广高速、 207国道、 227省道、 331省道

## 人口
第七次全国人口普查2020年11月1日零時数据显示：高平市常住人口为453054人。
2010年第六次全国人口普查全市常住人口为484862人，男性人口为240031人，占49.5%；女性人口为244831人，占50.5%。总人口性别比为98.04。

## 经济

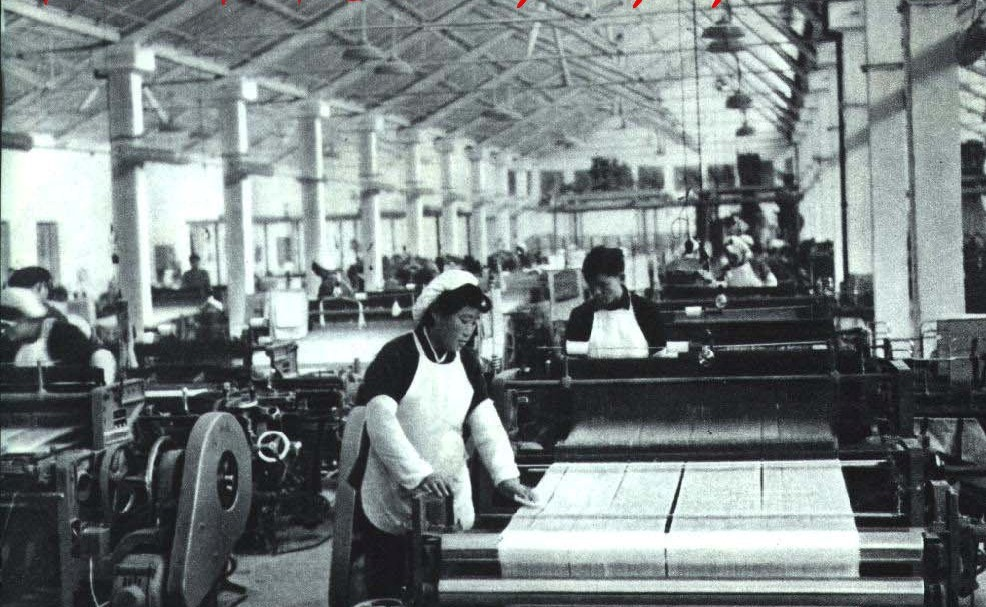
1964年 山西高平丝织厂

高平煤炭储量丰富，煤炭行业是支柱产业。
2012年GDP230亿元。

## 名胜古迹
高平古建筑遗存丰富，仅全国重点文物保护单位就达22项，位居全国前列。
- 全国重点文物保护单位22项：姬氏民居（4-115）、崇明寺（5-268）、开化寺（5-269）、游仙寺（5-270）、定林寺（5-271）、西李门二仙庙（6-374）、中坪二仙宫（6-382）、二郎庙（6-387）、清梦观（6-409）、古中庙（6-432）、羊头山石窟（6-815）、大周村古寺庙建筑群（7-0781）、高平嘉祥寺（7-0791）、三王村三嵕庙（7-0799）、良户玉虚观（7-0813）、南庄玉皇庙（7-0814）、董峰万寿宫（7-0821）、建南济渎庙（7-0822）、石末宣圣庙（7-0843）、仙翁庙（7-0871）、团东清化寺（8-0222-3-025）、高平铁佛寺（8-0247-3-050）
- 山西省文物保护单位22项：长平之战遗址（2-43）、资圣寺（2-80）、千佛造像碑（2-176）、金峰寺（3-78）、团西炎帝庙（5-102）、良户古建筑群（5-103）、河西玉皇庙（6-196）、西窑头姬氏民居（6-197）、古寨汤王庙（6-198）、建北文庙（6-199）、府底玉皇庙（6-200）、邢村炎帝庙（6-201）、米西显圣观（6-202）、高平瑞云观（6-203）、秦庄玉皇庙（6-204）、南赵庄二仙庙（6-205）、焦河东华观（6-206）、王降洞真观（6-207）、河西三嵕庙（6-208）、双泉迎神馆（6-209）、南杨贾氏民居（6-210）、高庙山石窟（6-369）、
- 高平市文物保护单位
- 中国历史文化名村5处：
  - 原村乡良户村（3）
  - 河西镇苏庄村（5）
  - 马村镇大周村（6）
  - 寺庄镇伯方村（6）
  - 河西镇牛村（7）
- 山西省历史文化名镇
  - 米山镇（2）
  - 马村镇（5）
  - 寺庄镇（6）
- 山西省历史文化名村
  - 石末乡侯庄村（3）
  - 原村乡下马游村（3）
  - 原村乡原村（5）
  - 建宁乡建北村（5）
  - 马村镇康营村（5）
  - 北城街街道许庄村（6）
  - 河西镇河西村（6）
  - 河西镇宰李村（6）
  - 米山镇吴村（6）
  - 米山镇井则沟村（6）
  - 马村镇东周村（6）
  - 马村镇西周村（6）
  - 建宁乡郭庄村（6）

## 联系方式
可通过以下方式联系高平市政府：邮编：048400，电话：0356-5227730，电子邮箱：gaopingnews@163.com